# Equirria phalaena
Equirria phalaena är en insektsart som beskrevs av William Lucas Distant 1917. Equirria phalaena ingår i släktet Equirria och familjen Derbidae. Inga underarter finns listade i Catalogue of Life.